# Anabelsche Geometrie
Anabelsche Geometrie bezeichnet ein mathematisches Forschungsprogramm von Alexander Grothendieck über die étale Fundamentalgruppe in der algebraischen Geometrie.
Genauer wird von gewissen Kategorien von Schemata vermutet, dass für sie der Funktor {\displaystyle \pi _{1}} einen exakten Linksadjungierten hat.
Ein Beispiel für so eine Kategorie ist die der Modulräume von Kurven. Die Vermutung wurde 1994 für diesen Fall von Florian Pop bewiesen.